# Frans de Hulst

Burgemeester Cornelis Damasz van der Gracht en zijn vrouw, Jopken Jacobs, in een landschap, Gerard Donck (figuren) en Frans de Hulst (landschap), ca. 1635

Frans de Hulst, ook wel bekend als Frans Anthonisz. van der Hulst (Haarlem, ca. 1606 - aldaar, 29 december 1661) was een Nederlands kunstschilder. Hij vervaardigde voornamelijk landschappen, vaak gestoffeerd met architectuur.
De Hulst was de zoon van een Haarlemse textielkoopman. Hij was een leerling van de marineschilder Pieter Mulier. In 1631 werd hij lid van het plaatselijke Sint-Lucasgilde. 
De Hulst trouwde in 1640 met Magdalena Dircksdr. Wijtvelt, een van de drie dochters van Dirck Wijtvelt, die in de Grote Houtstraat woonde. Het huwelijk bleef kinderloos. Hij behartigde zijn vaders zaken na diens dood; hij nam het bedrijf echter niet over, maar bleef schilderen. In zijn stijl was hij een navolger van Salomon van Ruysdael en Jan van Goyen.
Frans de Hulst werd op 2 januari 1662 op het Begijnenkerkhof begraven.